# بوب ويل
بوب ويل (بالإنجليزية: Bob Will) هو لاعب كرة قاعدة أمريكي، ولد في 15 يوليو 1931 في بروين في الولايات المتحدة، وتوفي في 11 أغسطس 2011 في وودستوك في الولايات المتحدة بسبب سرطان.

## وصلات خارجية
- بوب ويل على موقعبيزبول رفرنس.كوم (الدوري الرئيسي) (الإنجليزية)